# Bruno Carabetta
Pour les articles homonymes, voir Carabetta.
Bruno Carabetta est né le 27 juillet 1966 à Mulhouse, en Alsace, dans le Haut-Rhin. Judoka français médaillé aux Jeux olympiques de Séoul en Corée du Sud 1988 et obtient une place de 5e aux Jeux olympiques de Barcelone en Espagne 1992.

## Palmarès
| Année | Compétition                 | Lieu      | Résultat | Catégorie |
| ----- | --------------------------- | --------- | -------- | --------- |
| 1985  | championnat d’Europe junior |           | 1re      |           |
| 1986  | championnat d’Europe junior |           | 1re      |           |
| 1986  | Championnat du monde junior |           | 1re      |           |
| 1988  | Championnats d'Europe       | Pampelune | 1re      | - 65 kg   |
| 1988  | Jeux olympiques             | Séoul     | 3e       | - 65 kg   |
| 1989  | Championnats d'Europe       | Helsinki  | 1re      | - 65 kg   |
| 1989  | Championnats du monde       | Belgrade  | 3e       | - 65 kg   |
| 1990  | Championnats d'Europe       | Francfort | 1re      | - 65 kg   |
| 1992  | Championnats d'Europe       | Paris     | 2e       | - 71 kg   |

## Grade
- Grade: Ceinture Blanche-rouge 6e DAN (2002)[1].